# فیبی بریجرز
فیبی لوسیل بریجرز (به انگلیسی: Phoebe Lucille Bridgers؛ زادهٔ ۱۷ اوت ۱۹۹۴) خواننده-ترانه‌پرداز آمریکایی است. موسیقی محلی مستقل او معمولاً حول محور گیتار آکوستیک و تولیدات الکترونیکی، با مضامین غنایی غم‌انگیز است. او یازده نامزدی جایزه گرمی از جمله بهترین هنرمند جدید را دریافت کرده‌است.
بریجرز که در پاسادینا، کالیفرنیا به دنیا آمد، در جوانی موسیقی اجرا می‌کرد و یکی از اعضای اسلاپی جین بود. او اولین آلبوم انفرادی خود را «غریبه در آلپس» در سال ۲۰۱۷ منتشر کرد و به دنبال آن «مجازات‌کننده» (۲۰۲۰) منتشر شد که هر دو مورد تحسین منتقدان قرار گرفتند. او همچنین یکی از اعضای سوپرگروه پسر بچه است، که با آنها یک ئی‌پی با نام خود را منتشر کرد و سپس اولین آلبوم آنها را منتشر کرد و به دنبال آن یک ئی‌پی دیگر را منتشر کرد. او همچنین یکی از اعضای بتر آبلیویئن کامیونیتی سنتر با شهرت کانر اوبرست از چشمان براق بود که با او یک آلبوم با نام خود و همچنین دو تک آهنگ منتشر کرد.
او که مکرراً درحال همکاری است، با هنرمندان مختلفی از جمله تیلور سوئیفت، متی هیلی در ۱۹۷۵، مونا، سیزا، کید کادی، کریستین لی هاتسون و د نشنال کار کرده‌است. بریجرز دیدگاه‌های سیاسی مترقی دارد و به دلایل مختلف از حمایت و جمع‌آوری کمک مالی کرده‌است.

## اوایل زندگی
فیبی لوسیل بریجرز در پاسادینا، کالیفرنیا، در ۱۷ اوت ۱۹۹۴ به دنیا آمد. مادرش، جیمی، در املاک و استندآپ کمدی کار می‌کند، در حالی که پدرش سازنده فیلم و تلویزیون بود. او یک برادر کوچکتر به نام جکسون دارد. وقتی او ۱۹ ساله بود والدینش طلاق گرفتند. او در پاسادنا بزرگ شد، اما برخی از دوران کودکی خود را در یوکیا، کالیفرنیا گذراند. در کودکی، او با اتوبوس در بازار کشاورزان پاسادنا، پول بیشتری به دست آورد،  و در حدود سن ۱۳ سالگی شروع به نواختن گیتار کرد. پس از فارغ‌التحصیلی از مدرسه سکویا، او در سال ۲۰۰۹ در دبیرستان هنرهای شهرستان لس آنجلس شروع به تحصیل جاز آوازی کرد. او بعداً در کالج موسیقی برکلی در بوستون پذیرفته شد، اما پس از اخذ مدرک تحصیلی آن را رها کرد.